# Buddleja incana
Buddleja incana là một loài thực vật có hoa trong họ Huyền sâm. Loài này được Ruiz & Pav. mô tả khoa học đầu tiên năm 1798.